# Championnat d'Europe de football espoirs 1972
Navigation
Euro espoirs 1974
Le Championnat d'Europe de football espoirs 1972 est la première édition du Championnat d'Europe des nations espoirs réservée aux moins de 23 ans et s'étend sur deux années (1970-1972).
Il se déroule entre le 6 octobre 1970 et le 30 juin 1972 et voit la Tchécoslovaquie remporter la victoire finale face à l'URSS.
Les 23 nations participantes sont réparties en huit groupes. Les huit vainqueurs de groupe s'affrontent en matchs aller-retour à élimination directe des quarts de finale à la finale. Il n'y a pas de rencontre de classement pour la 3e place.

## Tirage au sort
La répartition des équipes au sein des groupes qualificatifs est basée sur celle des éliminatoires du Championnat d'Europe sénior de 1972 avec quelques changements, reflétant l'absence de certaines nations :
- Les Groupes 2 et 8 contiennent les mêmes nations en compétition
- Le Groupe 1 n'inclut pas le Pays de Galles
- Le Groupe 3 n'inclut pas l'Angleterre et Malte
- Le Groupe 4 n'inclut pas l'Irlande du Nord et Chypre
- Le Groupe 5 n'inclut pas la Belgique et l'Écosse
- Le Groupe 6 n'inclut pas l'Irlande
- Le Groupe 7 n'inclut pas le Luxembourg

## Qualifications

### Groupe 1
| Rang | Équipe          | Pts | J | G | N | P | Bp | Bc | Diff |  | Résultats (▼ dom., ► ext.) |     |     |     |
| ---- | --------------- | --- | - | - | - | - | -- | -- | ---- |  | -------------------------- | --- | --- | --- |
| 1    | Tchécoslovaquie | 6   | 4 | 2 | 2 | 0 | 8  | 4  | +4   |  | Tchécoslovaquie            |     | 1-0 | 5-2 |
| 2    | Roumanie        | 5   | 4 | 2 | 1 | 1 | 5  | 3  | +2   |  | Roumanie                   | 1-1 |     | 3-1 |
| 3    | Finlande        | 1   | 4 | 0 | 1 | 3 | 4  | 10 | -6   |  | Finlande                   | 1-1 | 0-1 |     |

### Groupe 2
| Rang | Équipe   | Pts | J | G | N | P | Bp | Bc | Diff |  | Résultats (▼ dom., ► ext.) |     |     |     |     |
| ---- | -------- | --- | - | - | - | - | -- | -- | ---- |  | -------------------------- | --- | --- | --- | --- |
| 1    | Bulgarie | 9   | 6 | 4 | 1 | 1 | 9  | 3  | +6   |  | Bulgarie                   |     | 1-0 | 5-0 | 1-0 |
| 2    | Hongrie  | 7   | 6 | 3 | 1 | 2 | 9  | 3  | +6   |  | Hongrie                    | 2-0 |     | 3-0 | 3-0 |
| 3    | Norvège  | 5   | 6 | 1 | 3 | 2 | 6  | 13 | -7   |  | Norvège                    | 1-1 | 1-0 |     | 4-4 |
| 4    | France   | 3   | 6 | 0 | 3 | 3 | 5  | 10 | -5   |  | France                     | 0-1 | 1-1 | 0-0 |     |

### Groupe 3
| Rang | Équipe | Pts | J | G | N | P | Bp | Bc | Diff |  | Résultats (▼ dom., ► ext.) |     |     |
| ---- | ------ | --- | - | - | - | - | -- | -- | ---- |  | -------------------------- | --- | --- |
| 1    | Grèce  | 4   | 2 | 2 | 0 | 0 | 3  | 0  | +3   |  | Grèce                      |     | 1-0 |
| 2    | Suisse | 0   | 2 | 0 | 0 | 2 | 0  | 3  | -3   |  | Suisse                     | 0-2 |     |

### Groupe 4
| Rang | Équipe           | Pts | J | G | N | P | Bp | Bc | Diff |  | Résultats (▼ dom., ► ext.) |     |     |
| ---- | ---------------- | --- | - | - | - | - | -- | -- | ---- |  | -------------------------- | --- | --- |
| 1    | Union soviétique | 3   | 2 | 1 | 1 | 0 | 3  | 2  | +1   |  | Union soviétique           |     | 1-1 |
| 2    | Espagne          | 1   | 2 | 0 | 1 | 1 | 2  | 3  | -1   |  | Espagne                    | 1-2 |     |

### Groupe 5
| Rang | Équipe   | Pts | J | G | N | P | Bp | Bc | Diff |  | Résultats (▼ dom., ► ext.) |     |     |
| ---- | -------- | --- | - | - | - | - | -- | -- | ---- |  | -------------------------- | --- | --- |
| 1    | Danemark | 3   | 2 | 1 | 1 | 0 | 3  | 2  | +1   |  | Danemark                   |     | 2-1 |
| 2    | Portugal | 1   | 2 | 0 | 1 | 1 | 2  | 3  | -1   |  | Portugal                   | 1-1 |     |

### Groupe 6
| Rang | Équipe   | Pts | J | G | N | P | Bp | Bc | Diff |  | Résultats (▼ dom., ► ext.) |     |     |     |
| ---- | -------- | --- | - | - | - | - | -- | -- | ---- |  | -------------------------- | --- | --- | --- |
| 1    | Suède    | 6   | 4 | 3 | 0 | 1 | 8  | 2  | +6   |  | Suède                      |     | 4-1 | 2-0 |
| 2    | Italie   | 4   | 4 | 2 | 0 | 2 | 6  | 7  | -1   |  | Italie                     | 1-0 |     | 3-1 |
| 3    | Autriche | 2   | 4 | 1 | 0 | 3 | 3  | 8  | -5   |  | Autriche                   | 0-2 | 2-1 |     |

### Groupe 7
| Rang | Équipe             | Pts | J | G | N | P | Bp | Bc | Diff |  | Résultats (▼ dom., ► ext.) |     |     |     |
| ---- | ------------------ | --- | - | - | - | - | -- | -- | ---- |  | -------------------------- | --- | --- | --- |
| 1    | Pays-Bas           | 5   | 4 | 2 | 1 | 1 | 9  | 7  | +2   |  | Pays-Bas                   |     | 5-2 | 2-1 |
| 2    | Yougoslavie        | 5   | 4 | 2 | 1 | 1 | 7  | 7  | 0    |  | Yougoslavie                | 1-1 |     | 3-1 |
| 3    | Allemagne de l'Est | 2   | 4 | 1 | 0 | 3 | 5  | 7  | -2   |  | Allemagne de l'Est         | 3-1 | 0-1 |     |

### Groupe 8
| Rang | Équipe               | Pts | J | G | N | P | Bp | Bc | Diff |  | Résultats (▼ dom., ► ext.) |     |     |     |     |
| ---- | -------------------- | --- | - | - | - | - | -- | -- | ---- |  | -------------------------- | --- | --- | --- | --- |
| 1    | Allemagne de l'Ouest | 11  | 6 | 5 | 1 | 0 | 11 | 1  | +10  |  | Allemagne de l'Ouest       |     | 1-0 | 2-0 | 3-0 |
| 2    | Pologne              | 7   | 6 | 2 | 3 | 1 | 7  | 4  | +3   |  | Pologne                    | 1-1 |     | 2-1 | 3-0 |
| 3    | Albanie              | 3   | 6 | 0 | 3 | 3 | 2  | 7  | -5   |  | Albanie                    | 0-2 | 1-1 |     | 0-0 |
| 4    | Turquie              | 3   | 6 | 0 | 3 | 3 | 0  | 8  | -8   |  | Turquie                    | 0-2 | 0-0 | 0-0 |     |

## Tableau final
|  | Quarts de finale     | Quarts de finale     | Quarts de finale | Quarts de finale |                  |                  | Demi-finales | Demi-finales | Demi-finales | Demi-finales |  |  | Finale | Finale | Finale | Finale |
|  |                      |                      |                  |                  |                  |                  |              |              |              |              |  |  |        |        |        |        |
|  |                      |                      |                  |                  |                  |                  |              |              |              |              |  |  |        |        |        |        |
|  |                      |                      |                  |                  |                  |                  |              |              |              |              |  |  |        |        |        |        |
|  | Bulgarie             | Bulgarie             | 2                | 0 [2]            |                  |                  |              |              |              |              |  |  |        |        |        |        |
|  | Bulgarie             | Bulgarie             | 2                | 0 [2]            |                  |                  |              |              |              |              |  |  |        |        |        |        |
|  | Pays-Bas             | Pays-Bas             | 2                | 0 [0]            |                  |                  |              |              |              |              |  |  |        |        |        |        |
|  | Pays-Bas             | Pays-Bas             | 2                | 0 [0]            | Bulgarie         | Bulgarie         | 0            | 3            |              |              |  |  |        |        |        |        |
|  |                      |                      |                  |                  | Bulgarie         | Bulgarie         | 0            | 3            |              |              |  |  |        |        |        |        |
|  |                      |                      | Union soviétique | Union soviétique | 4                | 3                |              |              |              |              |  |  |        |        |        |        |
|  | Union soviétique     | Union soviétique     | Union soviétique | Union soviétique | 4                | 3                | 3            | 0            |              |              |  |  |        |        |        |        |
|  | Union soviétique     | Union soviétique     |                  |                  |                  |                  |              | 0            |              |              |  |  |        |        |        |        |
|  | Allemagne de l'Ouest | Allemagne de l'Ouest | 1                | 0                |                  |                  |              |              |              |              |  |  |        |        |        |        |
|  | Allemagne de l'Ouest | Allemagne de l'Ouest | 1                | 0                | Union soviétique | Union soviétique | 2            | 1            |              |              |  |  |        |        |        |        |
|  |                      |                      |                  |                  | Union soviétique | Union soviétique | 2            | 1            |              |              |  |  |        |        |        |        |
|  |                      |                      | Tchécoslovaquie  | Tchécoslovaquie  | 2                | 3                |              |              |              |              |  |  |        |        |        |        |
|  | Danemark             | Danemark             | Tchécoslovaquie  | Tchécoslovaquie  | 2                | 3                | 2            | 0            |              |              |  |  |        |        |        |        |
|  | Danemark             | Danemark             |                  |                  |                  |                  |              |              |              |              |  |  |        |        |        |        |
|  | Grèce                | Grèce                | 0                | 5                |                  |                  |              |              |              |              |  |  |        |        |        |        |
|  | Grèce                | Grèce                | 0                | 5                | Grèce            | Grèce            | 0            | 2            |              |              |  |  |        |        |        |        |
|  |                      |                      |                  |                  | Grèce            | Grèce            | 0            | 2            |              |              |  |  |        |        |        |        |
|  |                      |                      | Tchécoslovaquie  | Tchécoslovaquie  | 2                | 1                |              |              |              |              |  |  |        |        |        |        |
|  | Suède                | Suède                | Tchécoslovaquie  | Tchécoslovaquie  | 2                | 1                | 1            | 1            |              |              |  |  |        |        |        |        |
|  | Suède                | Suède                |                  |                  |                  |                  |              | 1            |              |              |  |  |        |        |        |        |
|  | Tchécoslovaquie      | Tchécoslovaquie      | 0                | 3                |                  |                  |              |              |              |              |  |  |        |        |        |        |
|  | Tchécoslovaquie      | Tchécoslovaquie      | 0                | 3                |                  |                  |              |              |              |              |  |  |        |        |        |        |
|  |                      |                      |                  |                  |                  |                  |              |              |              |              |  |  |        |        |        |        |

[ ] = Match d'appui